# Ciudad Ayala
Ciudad Ayala este un oraș în partea central-estică a statului mexican Morelos.
Deși la recensământul din 2005 avea o populație de 6.190 de locuitori, el este reședința municipiului Ayala, care are în total 70.023 de locuitori și o suprafață de 345,688 km² și include mai multe orașe, cum ar fi San Pedro Apatlaco, Anenecuilco și Tenextepango, mai mari decât Ciudad Ayala. A fost denumit în trecut și San Francisco Mapachtlan.
Orașul Anenecuilco, orașul natal al lui Emiliano Zapata, se află în acest municipiu, ca și Hacienda de San Juan, unde a fost trădat și asasinat. Ayala este cunoscut pentru manifestul lui Emiliano Zapata, Planul de la Ayala.